# Raebareli (dystrykt)
Raebareli (dystrykt) – dystrykt w stanie Uttar Pradesh w północnych Indiach. Stolicą dystryktu jest miasto Raebareli, wchodzi w skład Dywizji Lucknow.